# Arthur Harris (motociclista)
Arthur Harris   (c. 1930) és un antic pilot de motociclisme anglès que competí en diverses modalitats durant les dècades del 1940, 1950 i 1960.
El 1947, a 17 anys, després d'haver presenciat una cursa de grasstrack va començar a competir en aquesta modalitat amb una Triumph 350. Anys a venir, Harris arribà a ser-ne campió regional i nacional en la cilindrada de 250 cc. El 1949 va debutar en motocròs, anomenat aleshores scramble al Regne Unit. Va competir també en trial, speedway i pujades de muntanya. Tot i destacar especialment en motocròs, no participava al Campionat britànic ni a l'europeu, ja que preferia córrer-ne curses regionals al seu país i internacionals arreu d'Europa, més ben pagades. Competint sempre com a pilot privat, durant els anys 50 i 60 es feu molt popular a França, on corria sovint. Allà l'anomenaven afectuosament Tutur. També en va córrer algunes curses a Nova Zelanda, convidat per un promotor local, i a Budapest, on va conèixer la seva futura dona.
Enginyer mecànic de professió, Arthur Harris treballava en una fàbrica que feia bombes i compressors per a vaixells de càrrega i creuers. A banda, gràcies a la seva amistat amb Rémy Julienne va fer també d'especialista en diversos films francesos, entre ells Fantômas (1964) i La gran gresca (1966).